# Xenographia
Xenographia là một chi bướm đêm thuộc họ Geometridae.